# ذخیره‌گاه زیست‌کره آلتو اورینوکو-کاسیکیاره
ذخیره‌گاه زیست‌کره آلتو اورینوکو-کاسیکیاره (انگلیسی: Alto Orinoco-Casiquiare Biosphere Reserve) یک ذخیره‌گاه زیست‌کره یونسکو در ونزوئلااست.
این منطقه که در سال ۱۹۹۳ تشکیل شده دارای ۸٬۲۶۶٬۲۳۰ هکتار وسعت است.